# فرودگاه کلیولند برک لیکفرانت
فرودگاه کلیولند برک لیکفرانت (به انگلیسی: Cleveland Burke Lakefront Airport) یک فرودگاه همگانی بهره‌برداری هوایی با کد یاتا BKL است که یک باند فرود آسفالت دارد و طول باند آن ۱۸۸۹ متر است. این فرودگاه در شهر کلیولند کشور ایالات متحده آمریکا قرار دارد و در ارتفاع ۱۷۸ متری از سطح دریا واقع شده‌است.

## شرکت‌های هواپیمایی و مقصدهای پروازی
The airline Destination One briefly provided scheduled چارتر هوایی service between BKL and airports near the downtowns of دیترویت and سینسیناتی، اوهایو, and to هیلتن هد. However, this service was short-lived. Wright Airlines was based at BKL in the 1970s and 1980s, before declaring bankruptcy. In 1979, Midway Airlines operated service from BKL to MDW in Chicago, before moving their operations to Hopkins. In September 2015, Cincinnati based airline التیمیت ایر شاتل announced twice daily service to شهری سینسنتی لونکن.

### مسافری
| شرکت‌های هواپیمایی | مقصدهای پروازی     | Refs  |
| ----------------- | ------------------ | ----- |
| التیمیت ایر شاتل  | شهری سینسنتی لونکن | [ ۱ ] |

### باری
| شرکت‌های هواپیمایی     | مقصدهای پروازی                                     |
| --------------------- | -------------------------------------------------- |
| AirNet Express        | ریکن‌بیکر                                           |
| Central Air Southwest | دیتون، منطقه‌ای شهرستان باتلر، کالامازو، ویلسون ران |